# Zell (Geisenfeld)
Zell ist ein Gemeindeteil der Stadt Geisenfeld im oberbayerischen Landkreis Pfaffenhofen an der Ilm. Der Gemeindeteil hatte Ende 2024 1982 Einwohner.

## Geographie
Das Dorf Zell liegt direkt südlich des Stadtkerns von Geisenfeld in der Hallertau.

## Geschichte
Erstmals wurde Zell 1140 urkundlich erwähnt.
Die Eingemeindung in die Stadt Geisenfeld erfolgte am 1. Januar 1978. Zur ehemaligen Gemeinde Zell gehörten die Ortsteile Ainau, Ritterswörth, Unterzell und Oberzell; die beiden letzteren sind jetzt unter der amtlichen Bezeichnung Zell zusammengefasst.

## Baudenkmäler
- Wegkapelle, erbaut in der ersten Hälfte des 19. Jahrhunderts

## Verein
- Freiwillige Feuerwehr Zell